# ペシーナ
ペシーナ（イタリア語: Pescina）は、イタリア共和国アブルッツォ州ラクイラ県にある、人口約4,100人の基礎自治体（コムーネ）。

## 地理

### 位置・広がり

#### 隣接コムーネ
隣接するコムーネは以下の通り。
- カステルヴェッキオ・スベークオ
- チェラーノ
- コッラルメーレ
- ジョーイア・デイ・マルシ
- オルトーナ・デイ・マルシ
- オルトゥッキオ
- オヴィンドリ
- サン・ベネデット・デイ・マルシ
- トラサッコ

## 人物

### 著名な出身者
- ジュール・マザラン - 17世紀フランス王国の政治家、枢機卿。イタリア名ジュリオ・マッツァリーノ。